# Chretienella vaucheri
Chretienella vaucheri är en fjärilsart som beskrevs av Turati 1919. Chretienella vaucheri ingår i släktet Chretienella och familjen stävmalar. Inga underarter finns listade i Catalogue of Life.